# Serie A 1948 (pallavolo maschile)

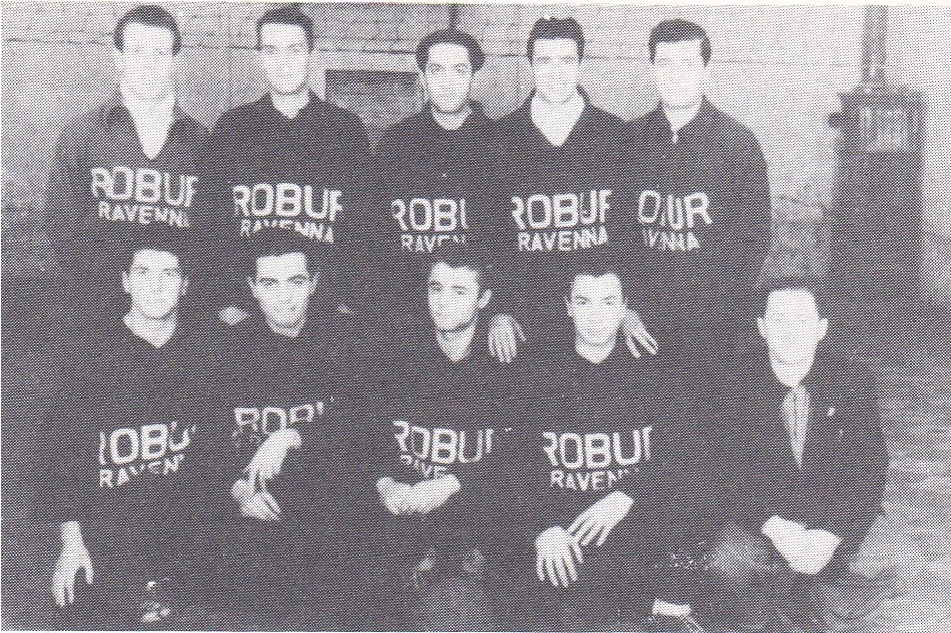
La Robur Ravenna, squadra vincitrice del campionato.

La Serie A maschile FIPAV 1948 fu la 3ª edizione del principale torneo pallavolistico italiano organizzato dalla FIPAV.
Al torneo presero parte sette squadre, che disputarono un girone all'italiana con partite di andata (disputate tutte a Bologna il 29 e il 30 maggio 1948) e di ritorno (a Milano, il 28 e il 29 giugno 1948). Lo scudetto andò alla Robur Ravenna. Le gare si svolgevano in due set ed era ammesso il pareggio.

## Classifica
| Pos. | Squadra                | Punti | G  | V | N | P | Set vinti | Set persi |
| ---- | ---------------------- | ----- | -- | - | - | - | --------- | --------- |
| 1.   | Robur Ravenna          | 21    | 12 | 9 | 3 | 0 | 21        | 3         |
| 2.   | Lega Navale Vercelli   | 18    | 12 | 7 | 4 | 1 | 18        | 6         |
| 3.   | Borsalino Alessandria  | 13    | 12 | 4 | 5 | 3 | 13        | 11        |
| 4.   | Libertas Trieste       | 9     | 12 | 1 | 7 | 4 | 9         | 15        |
| 5.   | Richard Ginori Livorno | 9     | 12 | 0 | 9 | 3 | 9         | 15        |
| 6.   | Lale Brescia           | 8     | 12 | 2 | 4 | 6 | 8         | 16        |
| 7.   | Ansaldo Genova         | 6     | 12 | 0 | 6 | 6 | 6         | 18        |

| Campione d'Italia |

## Risultati

### Tabellone
|             | Alessandria | Brescia | Genova | Livorno | Ravenna | Trieste | Vercelli |
| ----------- | ----------- | ------- | ------ | ------- | ------- | ------- | -------- |
| Alessandria | XXX         | 0-2     | 2–0    | 1-1     | 0-2     | 1-1     | 1-1      |
| Brescia     | 1-1         | XXX     | 2-0    | 1-1     | 0-2     | 0-2     | 0-2      |
| Genova      | 0-2         | 1-1     | XXX    | 1-1     | 1-1     | 1-1     | 0-2      |
| Livorno     | 0-2         | 1-1     | 1-1    | XXX     | 0-2     | 1-1     | 0-2      |
| Ravenna     | 1-1         | 2-0     | 2-0    | 2-0     | XXX     | 2-0     | 2-0      |
| Trieste     | 0-2         | 1-1     | 1-1    | 1-1     | 0-2     | XXX     | 1-1      |
| Vercelli    | 2-0         | 2-0     | 2-0    | 1-1     | 1-1     | 2-0     | XXX      |

| Giocate a Bologna | Giocate a Milano |